# Kathedrale auf dem Blut

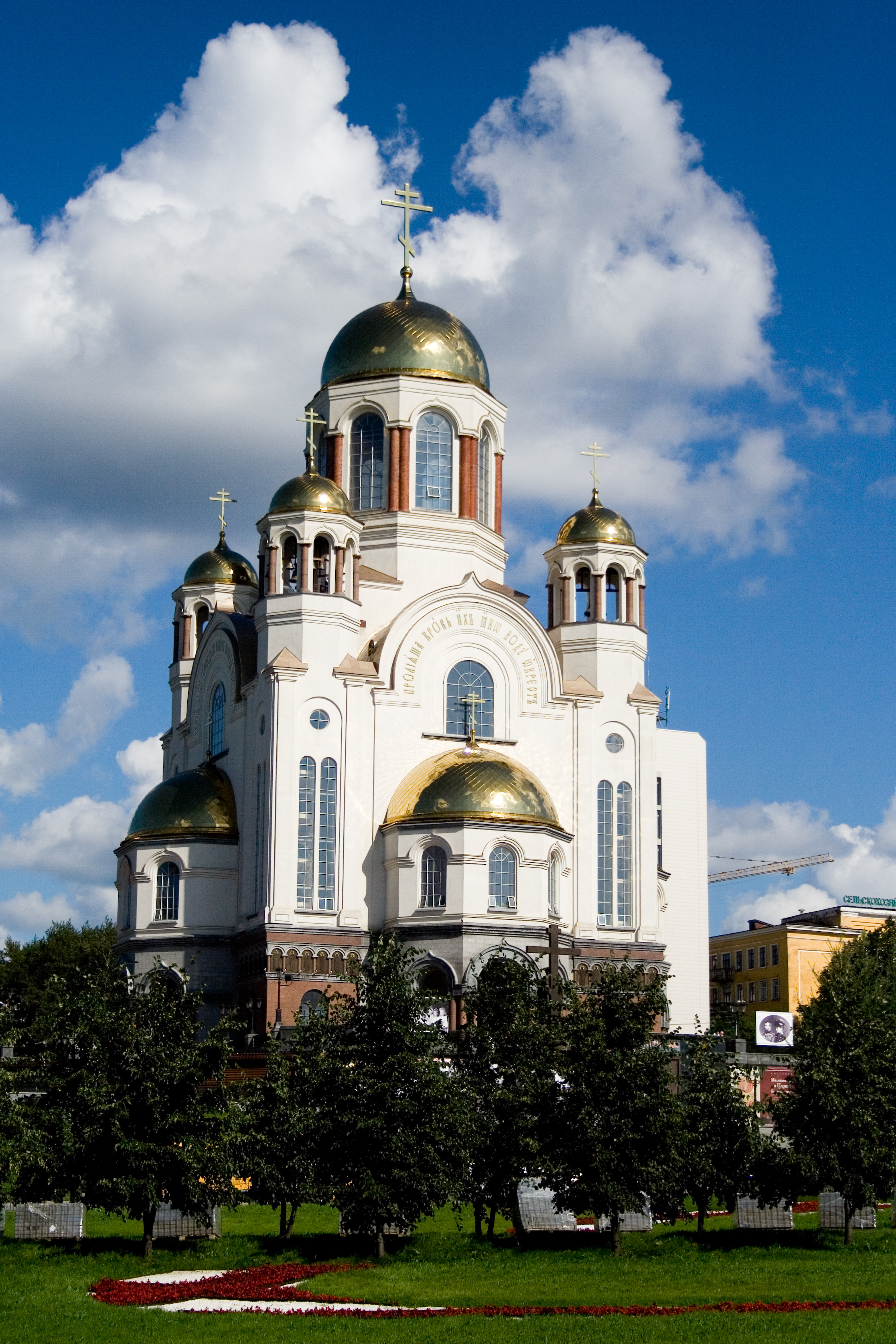
Die Kathedrale auf dem Blut

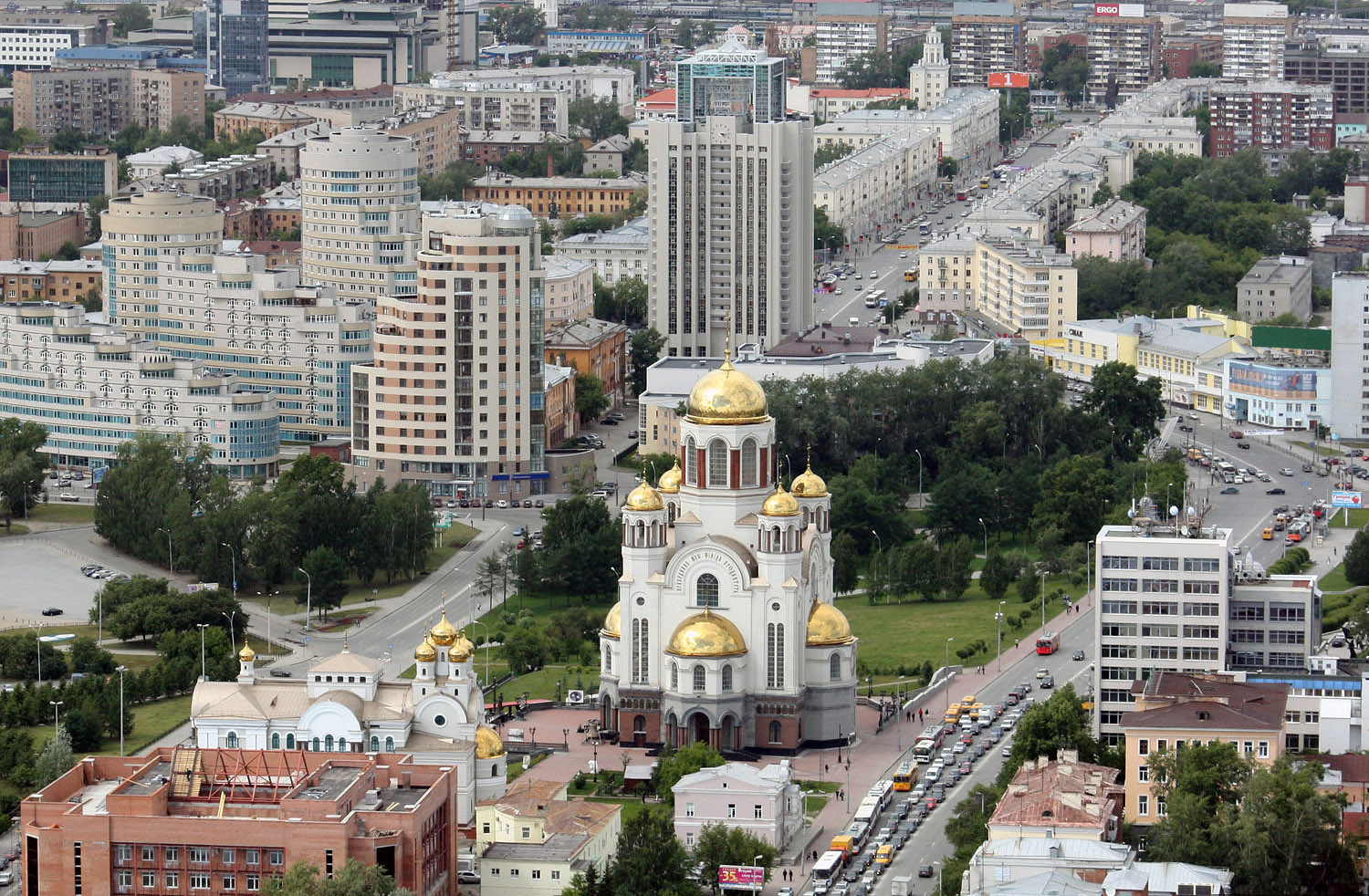
Die Kirche mit Umgebung in Jekaterinburg

Die Kathedrale auf dem Blut (russisch Храм-на-Крови́ во и́мя Всех святы́х, в земле́ Росси́йской просия́вших, Kirche auf dem Blut zu Ehren aller Heiligen, die in Russland strahlen; gelegentlich auf Deutsch auch als Heilig-Blut-Kathedrale, Blutkirche oder Allerheiligen-Kirche bezeichnet) ist eine russisch-orthodoxe Kathedrale in Jekaterinburg. Sie wurde von 2000 bis 2003 an der Stelle errichtet, an der im Nachgang der Oktoberrevolution die Zarenfamilie 1918 ermordet wurde.

## Geschichte
An der Stelle der Kirche stand seit Ende der 1880er Jahre das einem ortsansässigen Bürger gehörende Ipatjew-Haus. Nach der Requisition durch die Bolschewiki Ende April 1918 wurde die Zarenfamilie (Zar Nikolaus II. mit der Zarin, den fünf Kindern und einigen Bediensteten) im Haus zur besonderen Verwendung festgehalten und dann am 17. Juli 1918 vor Ort erschossen. Das Haus diente im weiteren Verlauf der sowjetischen Geschichte verschiedenen musealen und politischen Zwecken, bis es nachtsüber im Juli 1977 abgerissen wurde. Boris Jelzin, der damalige örtliche Parteisekretär Jekaterinburgs und spätere russische Präsident, befahl die Zerstörung auf Anordnung des Moskauer Politbüros. Damit sollte vermutlich die Entstehung einer ungeliebten Touristenattraktion verhindert werden. Bereits kurz nach der Auflösung der Sowjetunion 1991 wurde an der Stelle eine orthodoxe Kapelle geplant, ab 2000 wurde dann der Plan zu der im neubyzantinischen Stil erbauten Kathedrale umgesetzt, die im September 2003 geweiht wurde.

## Bedeutung

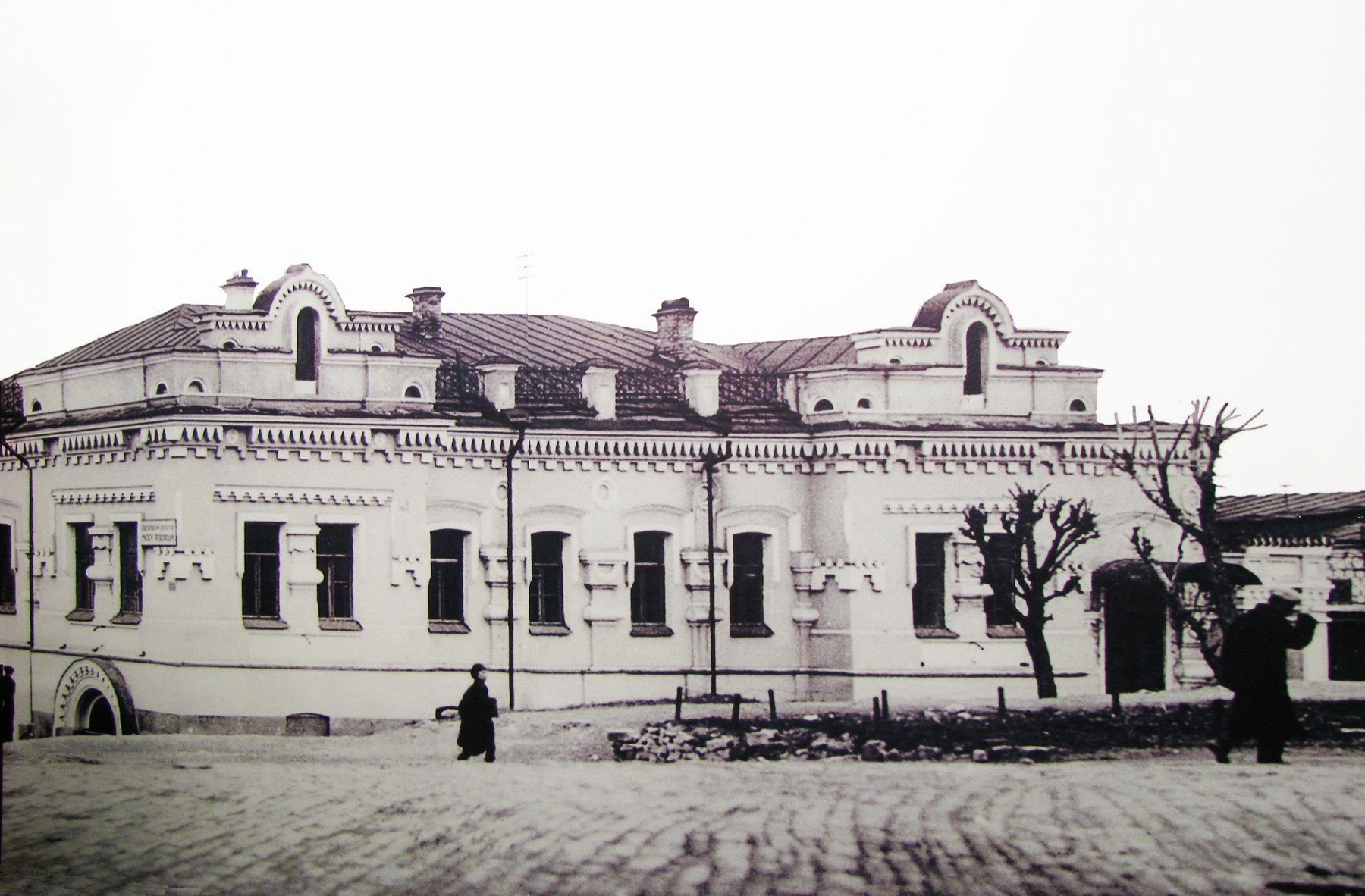
Ipatjew-Haus, Ort der Ermordung der Zarenfamilie. Bild aus dem 19. Jh.

Die Kathedrale ist ein Wallfahrtsort vor allem für russische Anhänger der Monarchie aus dem gesamten Land. Die Zarenfamilie wurde zunächst von der Russisch-Orthodoxen Auslandskirche, dann auch von der Russisch-Orthodoxen Kirche heiliggesprochen. Daneben ist sie bereits wenige Jahre nach der Errichtung ein wichtiger Touristenmagnet, vor allem für Reisende auf der Transsibirischen Eisenbahn. Sie ist eingebettet in einen ganzen flankierenden Gebäudekomplex, der eine weitere Kirche und ein Museum über die letzte Zarenfamilie enthält.